# PT-3教練機
Consolidated Model 2 是美國陸軍航空兵團使用的教練機，編號為PT-3，美國海軍使用的編號為NY-1。

## 發展

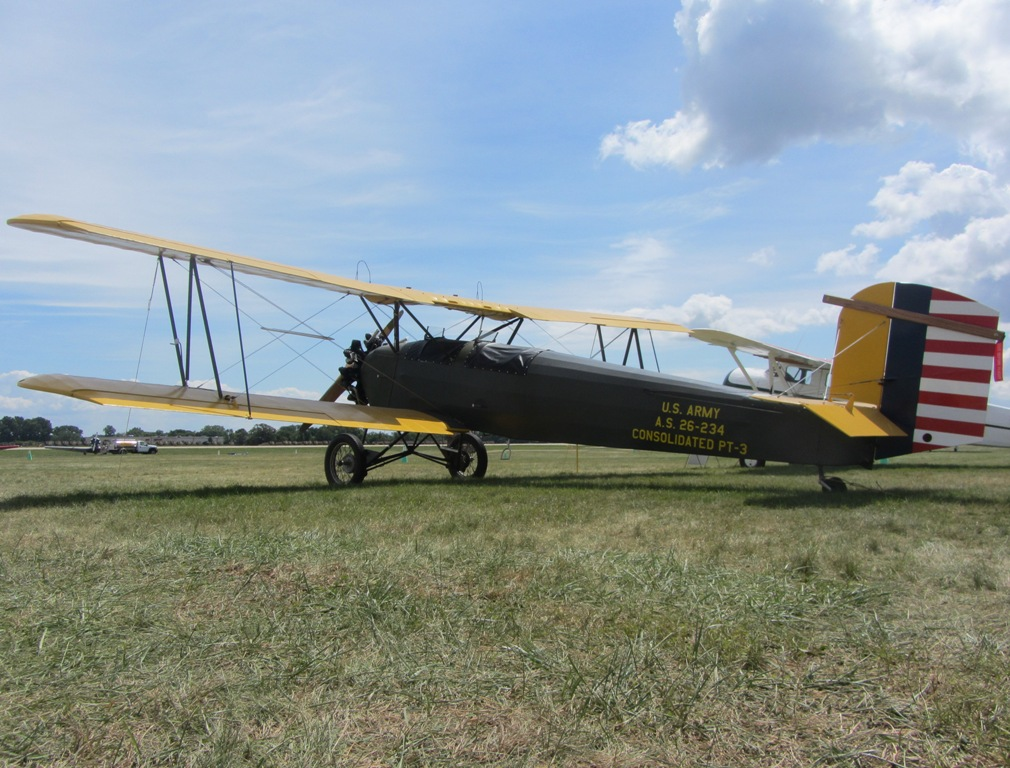
PT-3複製品

在看到海軍對PT-1進行改裝的NY-1的成功後，美國陸軍航空兵團得出結論：星型引擎是教練機的理想選擇。星型引擎非常可靠，並具有良好的功率重量比。因此，陸軍航空兵團將一架PT-1機身改裝為XPT-2。
XPT-3與XPT-2幾乎無異，除了尾部、改進的翼板和不同的形狀。陸軍航空兵團於1927年9月訂購了130架PT-3，其中一架完成後命名為XO-17。隨後是略有改變的120架PT-3A。XPT-3而後改裝為XPT-5，但很快就改回PT-3。
從1937年開始，PT-3逐漸被波音PT-13取代，但直到第二次世界大戰中期，仍有一些飛機在俄克拉荷馬州土爾沙的斯巴達飛行學校中使用。
最後一架PT-3於1978年聖地牙哥航太博物館火災中損毀。而後，一架PT-3被複製。該複製品屬於威斯康辛州奧什科甚的EAA航空博物館。它採用了曾在阿肯色州國民警衛隊第154觀察中隊飛行，後來歸阿肯色大學工程學院所有的PT-1殘餘零部件，並被重建為PT-3複製品。

## 型號
XPT-2一架配備Wright J-5 (R-790)星型引擎的PT-1
XPT-3一架PT-1帶有改進的翼板（克拉克“Y”翼）和不同的垂直尾翼的PT-1
PT-3訂購了130架，其中一架成為XO-17原型機
PT-3A訂購了120架並進行了小幅更新
XPT-4未建成，配備實驗性Fairchild-Caminez 447C發動機
XPT-5於1929年暫時安裝了柯蒂斯挑戰者R-600-1雙排六缸星型引擎的XPT-3機身，後來轉換成PT-3

## 用戶
古巴
- 古巴空軍，10架PT-3[6]

 阿根廷
- 阿根廷空軍，1架PT-3

 巴西
- 巴西海軍航空兵，1架PT-3(序號434)

 秘魯
- 秘魯空軍（英语：Peruvian Air Force），1架PT-3

 墨西哥
- 有少量PT-3可能出售給墨西哥

 美国
- 美國陸軍航空兵團
- 美國海軍
- 美國海軍陸戰隊

## 外部連結
维基共享资源上的相關多媒體資源：PT-3教練機